# Nyazeelandbisamand
Nyazeelandbisamand (Biziura delautouri) är en utdöd fågelart i familjen änder inom ordningen andfåglar. Den är endast känd från subfossila lämningar och har tidvis betraktats som samma art som den nu levande bisamanden i Australien.

## Upptäckt
En tars av fågeln hittades bland ett stort antal ben från moafåglar vid Enfield, nära Oamaru på den nyzeeländska Sydön. Mars 1892 beskrev Henry Ogg Forbes, direktör vid Canterbury Museum i Christchurch, arten  Biziura delautouri efter Dr H. de Latour som hjälpte till med att ta fram typexemplaret. I en senare vetenskaplig artikel användes stavningen Biziura latouri men delatouri har prioritet.
Långt senare hittades mer subfossilt material vid Marfells Beach, nära Lake Grassmere längst i nordost på Sydön. Detta troddes då, 1969, härröra från den australiska nu levande arten bisamand. Fler fossil har senare hittats vid sjön Poukawa och Waikuku Beach på Nordön.

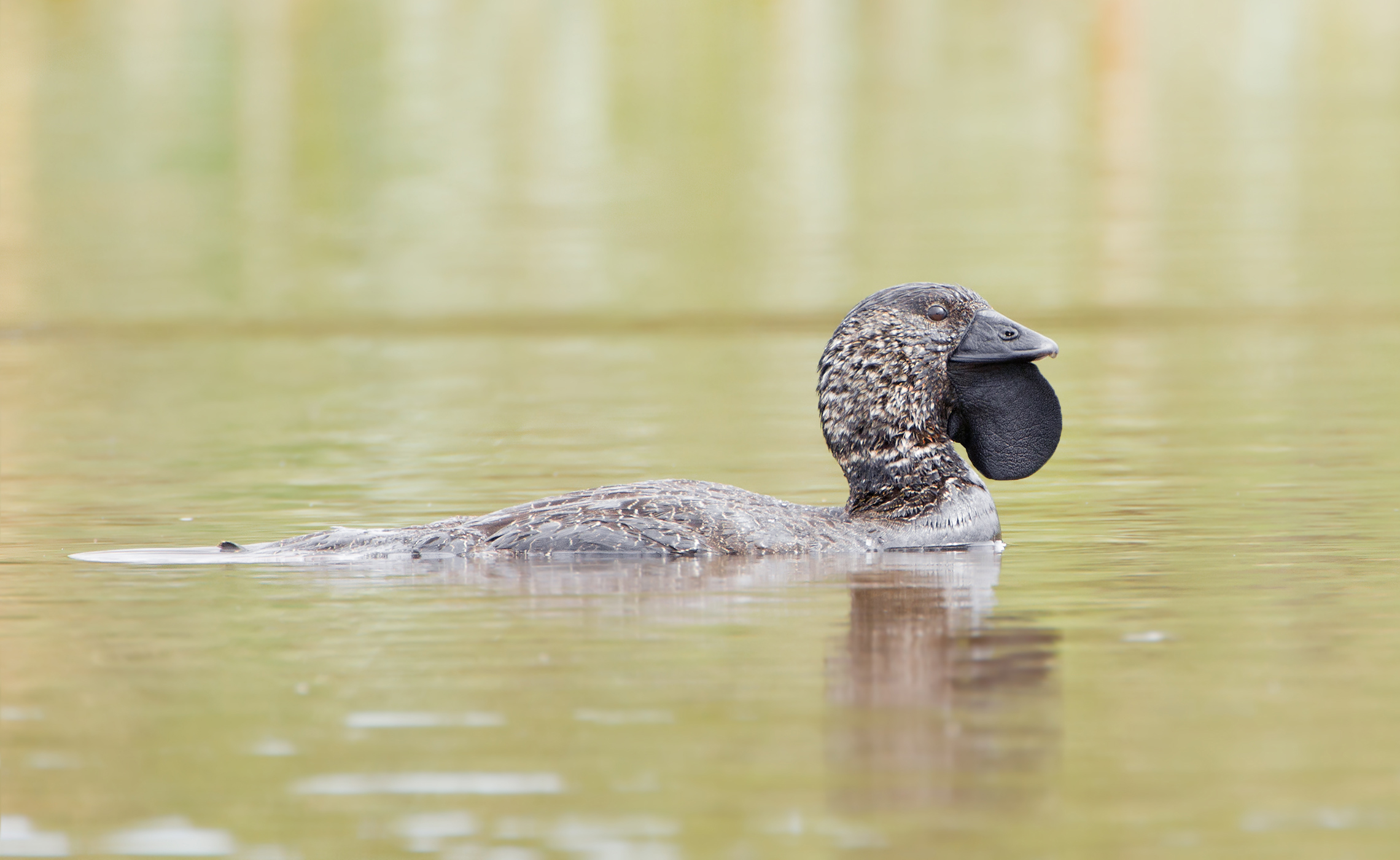
Den nyzeeländska bisamanden var mycket lik sin nu levande släkting bisamanden.

## Beskrivning
Nyazeelandbisamanden var mycket lik den australiska bisamanden. Den var tydligt större, men jämförelser kompliceras av att storleksskillnaden mellan könen hos bisamanden är stor. Arten hade också relativt kraftigare ben och kortare vingar än bisamanden, vilket tyder på att den även om den var fullt kapabel att flyga troligen var mycket mer begränsad i sina rörelser. Kombinationen av det subfossila materialets skillnad i storlek, form och proportioner bekräftar att den nyzeeländska bisamanden trots allt är en egen art.

## Ekologi
De två platser där benlämningar huvudsakligen funnits är båda större våtmarker, vilket tyder på att nyazeelandbisamanden hade liknande ekologiska krav som den australiska bisamanden. Denna är mycket vattenberoende och återfinns i stora, permanenta träsk, sjöar och vikar med djupt vatten att födosöka i. Kerry-Jayne Wilson spekulerar att arten troligen levde av kräftor, större insekter, mollusker och fisk – större bytesdjur än andra änder. Den dog ut kring 1500-talet på grund av jakt.